# Fitoestrógeno

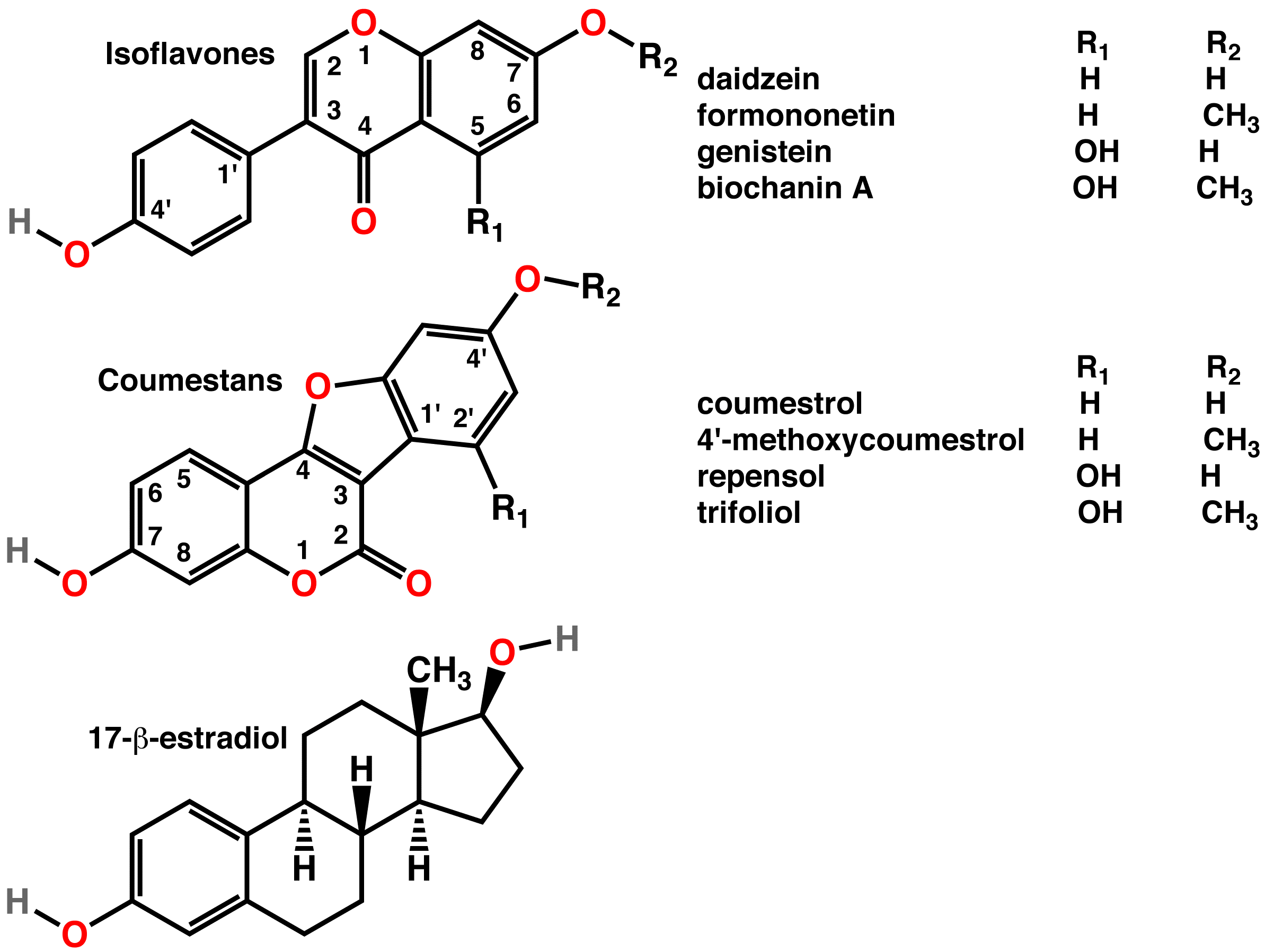
Estruturas químicas dos fitoestrógenos mais comuns encontrados nas plantas (parte superior e intermediária) em comparação com o estrógeno (parte inferior) encontrado nos animais

Um fitoestrógeno (ou fitoestrogênio) é um xenoestrógeno derivado de plantas (ver estrógeno) não gerado dentro do sistema endócrino, mas consumido pela ingestão de plantas fitoestrogênicas. Também chamado de "estrógeno dietético", é um grupo diverso de compostos vegetais não esteroidais de ocorrência natural que, devido à sua semelhança estrutural com o estradiol (17-β-estradiol), têm a capacidade de causar efeitos estrogênicos e/ou antiestrogênicos.
Quando ingeridos, mimetizam os efeitos dos estrógenos. Os fitoestrógenos não são nutrientes essenciais porque sua ausência na dieta não causa doenças, nem são conhecidos por participarem de qualquer função biológica normal.
Seu nome vem do grego fito ("planta") e estrógeno, o hormônio que dá fertilidade às fêmeas de mamíferos. A palavra " estro " - grego οίστρος - significa " desejo sexual ", e "gene" - grego γόνο - é "gerar". Foi levantada a hipótese de que as plantas usam um fitoestrógeno como parte de sua defesa natural contra a superpopulação de animais herbívoros, controlando a fertilidade feminina.
As semelhanças, em nível molecular, de um estrógeno e um fitoestrógeno permitem que eles imitem levemente e, às vezes, atuem como um antagonista do estrógeno. Os fitoestrógenos foram observados pela primeira vez em 1926, mas não se sabia se eles poderiam ter algum efeito no metabolismo humano ou animal. Na década de 1940 e no início da década de 1950, percebeu-se que algumas pastagens de trevo subterrâneo e trevo vermelho (plantas ricas em fitoestrógenos) tinham efeitos adversos na fecundidade de ovelhas em pastejo.

## Estrutura
Os fitoestrógenos são compostos difenólicos não esteroidais originados ou derivados do metabolismo in vivo de precursores presentes em muitas plantas das quais o ser humano se alimenta. As principais classes destes compostos são as isoflavonas, ligninas e cumestanos. As isoflavonas têm uma distribuição restrita no reino das plantas, sendo limitada à subfamília Papilionoideae das Leguminosas como alimentos à base de soja
As mais pesquisadas são as isoflavonas, comumente encontradas na soja e no trevo vermelho. Lignanas também foram identificadas como fitoestrógenos, embora não sejam flavonóides. Micoestrógenos têm estruturas e efeitos semelhantes, mas não são componentes de plantas; esses são metabólitos de fungos de Fusarium, especialmente comuns em grãos de cereais, mas também ocorrendo em outros lugares, por exemplo, em várias forragens.  Embora os micoestrógenos raramente sejam levados em consideração nas discussões sobre fitoestrógenos, esses são os compostos que inicialmente geraram interesse no assunto.

## Mecanismo de ação
Os fitoestrógenos exercem seus efeitos principalmente através da ligação aos receptores de estrógeno (RE). Existem duas variantes do receptor de estrógeno, alfa (ER-α) e beta (ER-β) e muitos fitoestrógenos exibem afinidade um pouco maior para ER-β em comparação com ER-α.
Os principais elementos estruturais que permitem que os fitoestrógenos se liguem com alta afinidade aos receptores de estrógeno e exibam efeitos semelhantes aos do estradiol são:
- O anel fenólico indispensável para a ligação ao receptor de estrógeno
- O anel de isoflavonas imitando um anel de estrógenos no local de ligação dos receptores
- Baixo peso molecular semelhante aos estrógenos (MW = 272)
- Distância entre dois grupos hidroxila no núcleo das isoflavonas semelhante à que ocorre no estradiol
- Padrão de hidroxilação ideal

Além da interação com ERs, os fitoestrógenos também podem modular a concentração de estrógenos endógenos pela ligação ou inativação de algumas enzimas e podem afetar a biodisponibilidade dos hormônios sexuais, deprimindo ou estimulando a síntese de globulina de ligação ao hormônio sexual (SHBG).
Novas evidências mostram que alguns fitoestrógenos se ligam e transativam os receptores ativados por proliferadores de peroxissoma (PPARs). Estudos in vitro mostram uma ativação de PPARs em concentrações acima de 1 μM, que é maior do que o nível de ativação de ERs. Na concentração abaixo de 1 μM, a ativação de ERs pode desempenhar um papel dominante. Em concentrações mais altas (> 1 μM), os ERs e os PPARs são ativados. Estudos têm mostrado que ambos os ERs e PPARs influenciam uns aos outros e, portanto, induzem efeitos diferenciais de uma forma dependente da dose. Os efeitos biológicos finais da genisteína são determinados pelo equilíbrio entre essas ações pleiotróficas.

## Ecologia
Esses compostos em plantas são uma parte importante de seu sistema de defesa, principalmente contra fungos.
Os fitoestrógenos são substâncias ancestrais de ocorrência natural e, como fitoquímicos da dieta, são considerados co-evolutivos com os mamíferos. Na dieta humana, os fitoestrógenos não são a única fonte de estrógenos exógenos. Os xenoestrógenos (novos, feitos pelo homem), são encontrados como aditivos alimentares e ingredientes, e também em cosméticos, plásticos e inseticidas. Ambientalmente, apresentam efeitos semelhantes aos fitoestrógenos, dificultando a separação clara da ação desses dois tipos de agentes em estudos realizados em populações.

## Estudos aviários
O consumo de plantas com conteúdo incomum de fitoestrógenos, em condições de seca, demonstrou diminuir a fertilidade em codornas.  comida de papagaio, conforme disponível na natureza, mostrou apenas fraca atividade estrogênica. Estudos têm sido realizados sobre métodos de rastreamento de estrógenos ambientais presentes em alimentos complementares industrializados, com o objetivo de auxiliar a reprodução de espécies ameaçadas de extinção.